# Carlos Menendez
Carlos Menendez fue un político peruano. 
Fue elegido diputado suplente por la provincia de Chumbivilcas en 1892. Su mandato se vio interrumpido por la guerra civil de 1894.